# Superband (телепередача)
Superband (кор. 슈퍼밴드) — это южнокорейское шоу талантов, спродюсированное каналом JTBC в 2019, где инди-музыканты были приглашены для создания групп, соревнующихся между собой. Победителем стала группа Hoppipolla.
Средний рейтинг зрителей составил около 3 %, и шоу получило как положительные, так и отрицательные отзывы. Концепция и её жанровое разнообразие получили высокую оценку, в то время как СМИ подвергли резкой критике отсутствие женщин-участников.
Помимо группы-победителя Hoppipolla, другие группы, занявшие 2-е и 3-е места, LUCY и Purple Rain соответственно, также подписали контракт с лейблами.

## Сформированные группы участников
- Hoppipolla (кор. 호피플라)
- LUCY (кор. 루시)
- Purple Rain (кор. 퍼플레인)
- Moné (кор. 모네)
- Aftermoon (кор. 애프터문)
- People on the Bridge (кор. 피플 온 더 브릿지)
- BANDAGE (кор. 밴디지)